# Raion de Madona
El raion de  Madona és un dels raions en què es dividia Letònia fins a la reforma administrativa i territorial promulgada el 2009. Comprenia els municipis de:
- Cesvaine
- Lubāna
- Madona